# Hrizea de la Bogdănei
Hrizea de la Bogdănei redată și ca Hrizică, uneori Hrizea-Vodă („Hrizea Voievodul ”; ? – aprilie până în septembrie 1657), a fost un boier și conducător rebel valah, care s-a proclamat domnitor în 1655. După ce a ajuns la înalte funcții sub ruda sa, principele Matei Basarab, a fost reconfirmat de Constantin Șerban. A alternat în funcțiile de spătar, responsabil de forțele militare muntene, și paharnic, înainte de a fi cucerit de mercenarii rebeli Seimeni. El a emis o revendicare la tron la Târgoviște, dar a controlat doar o parte a țării și a avut scaunul la Gherghița. În vara anului 1655 armata sa a fost învinsă, la Șoplea, de trupele loiale valahe, sprijinite de cele ale Principatului Transilvaniei și cele ale Principatului Moldovei.
Hrizea s-a refugiat în Imperiul Otoman, unde s-a predat, apoi a fost reținut împreună cu familia ca ostatic de principele Gheorghe Rákóczi al II-lea al Transilvaniei. El a scăpat de captivitatea sa la Fehérvár (Alba Iulia) în timpul confuziei care a urmat participării lui Rákóczi la potopul suedez. Încercând să-și organizeze întoarcerea în Țara Românească cu o nouă forță Seimeni, el a fost răpit la sud de Hermannstadt (Sibiu) și livrat în Țara Românească ca prizonier. Susținătorii săi au fost întâmpinați de Preda Brâncoveanu în județul Gorj în septembrie 1657 și au fost învinși acolo, posibil în urma unui șiretlic sau a unei trădări.
Supraviețuitorii au fost mutilați sau executați în diferite moduri. Hrizea și alaiul lui au fost de asemenea uciși – fie spânzurați, fie trași pe roată. Seimenii au continuat să fie implicați în intrigi împotriva principelui Constantin și, în cele din urmă, au fost calmați de acesta din urmă. Unii au făcut o scurtă revenire la proeminență sub Mihnea al III-lea Radu, parte a unei alianțe de războinici adunate în jurul lui Rákóczi.

## Biografie

### Ascensiunea sa la putere
Hrizea trăia pe vremea când Țara Românească și Moldova, cele două Principate dunărene, erau state vasale ale Imperiului Otoman; a fost de origine membru al nobilimii boierești. Născut la o dată necunoscută, a fost singurul fiu cunoscut al lui vistierului Dumitrașco de la Bogdănei (mort în 1636). Mama sa Alexandra era fiica unui alt Hrizea, boierul de Bălteni, care a slujit ca Vornic.  Familia și-a luat numele dintr-o moșie din județul Ialomița, deși deținea și terenuri în Oltenia, la Verguleasa.  Dumitrașco este descris de cărturarul Nicolae Iorga drept „boier rural”,  ceea ce indică faptul că nu a fost una dintre figurile majore ale politicii muntene. Cu toate acestea, după cum a remarcat istoricul N. Stoicescu, originile sale aristocratice cunoscute contrazic afirmațiile conform cărora Hrizea ar fi fost un parvenit, afirmații care au fost mai întâi mediatizate de o cronică anonimă, Letopisețul Cantacuzinesc.  Mai mult, Hrizea a fost veri cu cărturarul Udriște Năsturel și cu sora sa Elena; acesta din urmă a fost căsătorit cu Matei Basarab, un conducător al seimenilor care a devenit prinț al Țării Românești în 1632. 
Iorga îl descrie pe viitorul rebel ca pe un oponent ferm al regimului, unul ai cărui slujitori au mărturisit împotriva principelui Matei în fața sultanului otoman Murad al IV-lea .  Aceasta se referă de fapt la bunicul său matern Hrizea, care a petrecut începutul anilor 1630 ca refugiat în Moldova, reconciliindu-se în cele din urmă cu domnul său.  El însuși loial, Hrizea din Bogdănei este atestat pentru prima dată ca postelnic de clasa a doua la curtea domnitorului Matei în mai 1642 și confirmat ca fiind unul dintre cluceri în 1643; el a servit probabil ca Clucer până în martie 1650, când i s-a atribuit un căpitan în forțele militare muntene.  A fost Marele paharnic al lui Matei de la 23 februarie 1651 până la 11 iunie 1653  moștenind eventual această funcție de la socrul său, Drăgușin (sau Dragomir) al boierilor Deleni.  Fiica lui Drăgușin, numită în evidențe Stana, a fost mama celor trei fii ai lui Hrizea — Barbu, Stoica și Matei — și fiica, Ilina.  Pe moșia lor de la Verguleasa, familia a înălțat o biserică ortodoxă munteană, unde este înscris greșit drept „Rizea”. 
Un nou domn, Constantin Șerban, l-a ales pe Hrizea ca și comandant general al său, sau spătar, la 25 aprilie 1654. El a servit în această funcție până la 29 decembrie, revenind ca Mare Paharnic din 8 ianuarie până în 11 mai 1655.  A fost și „prieten intim” al noului domnitor , a cărui ascensiune a venit odată cu persecutarea loialiștilor lui Matei Basarab. În 1654, spătarul precedent, Diicul Buicescul, a fost mutilat („i-au cioplit nasul”) pentru a preveni candidatura lui la tron. Buicescul a fugit apoi din țară, căutându-se refugiu în Principatul Transilvaniei.   După cum a remarcat atunci cronicarul Paul de Alep, spătarul (sau serdar - pe filieră otomană) al Țării Românești, care poate fi fie Buicescul, fie Hrizea, a fost o figură centrală la învestitură, primind armata și jurământul poporului în numele Domnului. 

### Rebeliunea
În această etapă, Hrizea s-a implicat în complotul împotriva domnitorului Constantin, care a izbucnit ca o rebeliune a mercenarilor seimeni (sau servitori), care este datată de istorici la 26 sau 27 februarie (pe stil vechi : 16 sau 17 februarie), 1655.  Potrivit diferitelor înregistrări, Constantin intenționa să rezilieze contractele pentru trupele în mare parte sârbe, deja remarcate pentru rebeliunea lor sub domnitorul Matei. Seimenii au fost avertizați de acest lucru de către colegii lor din infanteria obișnuită și au început să caute boieri pe care îi considerau responsabili pentru situația lor.  Alte relatări detaliate sugerează că, printre altele, Constantin dorea ofițeri de infanterie de partea lui, promițându-le o plată sporită, pe baza căreia lacheii s-au alăturat seimenilor.  Istoricul AD Xenopol este în favoarea unei alte relatări: Constantin a încercat, dar nu a reușit să-i aresteze pe toți seimenii deodată, deoarece doar 200 din aproximativ 1.000 au respectat ordinul său de a se prezenta la București. Boierii, scrie Xenopol, au fost în mod corect identificați ca fiind ostili față de seimeni, susținând în mod deschis eliminarea unei cheltuieli care mergea către trupele „sălbatice” și „disperate”.  Cronicarul David Herman relatează că seimenii nu au fost niciodată subiectul unei arestări în masă, deși comandantul lor, Simion, a fost răpit de gărzile lui Constantin. 
Mercenarii înfuriați s-au îmbarcat într-o „sângerare fără precedent”;  ei „au intrat în casele boierești, tăindu-i cu armele înaintea soțiilor și a tinerilor lor, în multe locuri violându-le femeile, jefuindu-le casele și moșiile”.  Diverse relatări numesc între 14 și 32 de boieri ai Țării Românești ca fiind uciși în primele incidente ale revoltei, deși probabil că alți zeci au fost uciși în această etapă.  În ciuda brutalității și profanării bisericilor, revolta a fost susținută de populația română a Țării Românești și a fost deosebit de populară printre iobagii boierilor.  Au izbucnit revolte aliate sau oportuniste printre arendașii Mănăstirii Arnota, la Dobriceni și Bărbătești, precum și printre tăbăcarii din București și burghezii din Târgoviște, Buzău și Ploiești . 
Mai mulți istorici propun ca revolta să fie citită ca mai mult decât o revoltă „pretoriană”. Acest punct de vedere a fost acceptat de Ludovic Demény, care a fost de acord cu descrierea lui Iorga a „cauzelor mai profunde” pentru masacrele seimenilor . El condamnă evaluările „subiectiviste” ale lui Ilie Minea și Sándor Szilágyi, subliniind sprijinul popular al maselor pentru mercenari.  La fel, Matei Cazacu descrie răscoala ca fiind o „mișcare antifeudală” sau „război social”, „primul din istoria noastră care l-a vizat pe Domn [...], precum și religia”.  Această opinie este susținută și de un alt autor, Constantin Rezachievici, care vede revolta seimenilor ca „cea mai importantă mișcare de masă din toată perioada medievală, de la sud de Carpați”.  Cercetătorul George Potra consideră, de asemenea, războiul seimenilor o „mare răscoală populară [...] împotriva opresiunii și exploatării boierești”. 
Revolta a fost în plină desfășurare până în aprilie, reușind să omoare mai multe figuri de la curtea lui Constantin, printre care pe banul Ghiorma Alexeanu și pe clucerul Cârstea Cornățeanu, precum și pe un fost vistier, George Karydis.  După mai multe relatări, prințul Constantin a fost ostaticul trupelor sale, pretinzând că aprobă masacrele, dar cerând în secret o intervenție a Transilvaniei împotriva seimenilor.  Acest punct de vedere este parțial contrazis de Xenopol, care notează că Constantin a avut o dispută curentă cu prințul Transilvaniei, Gheorghe Rákóczi al II-lea. Acesta din urmă era interesat să intervină împotriva seimenilor pentru că dorea ca Buicescul și fiul său să preia puterea ca domnitori marionete ai Țării Românești.  Numele lui Buicescul este consemnat printre cei ai boierilor valahi care au implorat deschis o intervenție transilvăneană. 

### Pretendent la tron
Rákóczi a declarat oficial că va lua măsuri pentru a opri revolta și a împiedica răspândirea ei în Transilvania sau Moldova; de asemenea, era alarmat de vestea că seimenii încercau să încheie o alianță cu Hetmanatul cazac, care risca să deschidă un război pe două fronturi.  A convocat o Dietă la capitala sa din Feyérvár (Bălgrad), cerând permisiunea acesteia de a porni războiul în Țara Românească. Acesta a început pe 13 aprilie, cu un marș spre sud de la Segesvár (Sighișoara) până la Corona (Brașov), unde Rákóczi a adunat aproximativ 30.000 de soldați și 12 tunuri.  Confruntați cu această urgență, seimenii au depus un jurământ la Constantin, care a promis din nou să îi conducă ca suveran.  Conduși la acea vreme de un musulman, ei au primit trimișii otomani, asigurându-i că revolta lor nu este împotriva Imperiului.  După cum notează Cazacu, supraveghetorii otomani, în special Siyavuș Pașa, doreau să se alăture războiului împotriva seimenilor, dar parte importantă din armata otomană se temea de încă un război în Est.  Alți autori sugerează că motivul unei astfel de inacțiuni a fost războiul din Creta. 
După cum a observat Rezachevici, Constantin a reușit să trimită pe unii dintre liderii seimeni ca delegați în Transilvania, unde Rákóczi îi capturează și înlocuiește pe comandanții dispăruți cu boieri din propria suită.  Apoi și-a convins răpitorii să-l lase să se întâlnească cu Rákóczi la Gherghița, dar în timp ce se afla pe drum acolo și-a schimbat cursul spre est și s-a îndreptat către provincia otomană Silistra, predându-se lui Siyavuș Pașa.  Boierii au început să-l curteze pe Preda Brâncoveanu, propunându-i să-l înlocuiască pe tron pe Constantin. Brâncoveanu a rămas loial, cu propriul fiu Papa fiind ucis în aceste evenimente.  Înainte sau după acest moment, mercenarii au jefuit Mănăstirea Dintr-un Lemn, aflată sub patronajul lui Preda. 
În timp ce erau prinși la Gherghița, rebelii l-au ales în cele din urmă pe Hrizea drept noul Domn.  Potrivit lui Iorga, el poate fi descris drept Domnul seimenilor, sau ca „domn de război”.  Cu o asemenea aprobare, Hrizea a emis apoi un set de înscrisuri prin care s-a ordonat ca „țara să se adune în jurul lui, la Teleajen”.  Cu toate acestea, Constantin a reușit să consolideze o rețea de alianțe împotriva lui Hrizea. I-a venit sprijin și din Moldova, care, în 1655, era „satelitul” lui Rákóczi;  Domnul Moldovei, Gheorghe Ștefan, care reușise să-și epureze și să-și disciplineze proprii seimeni , s-a alăturat personal la lupte. Garda moldovenească pe care a adus-o cu el în Țara Românească în vara anului 1655 include și un tânăr Miron Costin, viitorul cronicar.  Costin relatează că prințul Gheorghe a mărșăluit asupra Țării Românești de la Focșani, interceptând și prinzând pe unul dintre trimișii lui Hrizea în timp ce traversa județul Buzău . 

Harta revoltelor lui Hrizea. Steluțele verzi reprezintă garnizoane otomane, cele negre - sate și orașe revoltate; săgețile galbene - atacurile coaliției din 1655, cea roșie - ruta lui Hrizea pentru a reveni la putere în 1657; simbolul cortului - amplasarea taberelor seimenilor, iar diversele bătălii sunt marcate cu simbolul săbiilor

La 26 iunie , seimenii au fost înfrânți la Șoplea, unde au întâlnit o armată valahă comandată de un nou spătar, Pană Filipescu,  care s-a alăturat ardelenilor. După cum a raportat Costin, seimenii au ratat la minim o oportunitate de a-l intercepta pe Rákóczi și corpul său „maghiar”, permițând inamicilor lor să se adune laolaltă. Când în cele din urmă s-au hotărât să atace și au încercat să-i despartă pe ardeleni de ceilalți, au făcut-o într-o manieră nedisciplinată, „ca un roi căruia îi lipsește regina albină”.  Inițial, cu aproximativ 30 de tunuri,  rebelii aveau o putere de foc superioară, dar tunurile erau inutilizabile la încărcare. Fusese legați de spatele unor bivoli de apă, care, sub soarele verii, s-au rătăcit în râul Prahova; aceasta l-a lăsat pe Hrizea expus unui contraatac de cavalerie.  Potrivit lui Iorga, „mercenarii, îmblânziți de viața bună, îmbătați chiar cu scopul de a lupta”, au fost masacrați de călăreții ardeleni ai căpitanului Gaudy.  Cu toate acestea, scrie Xenopol, Hrizea însuși s-a comportat „cu atâta vitejie care s-ar fi potrivit unui scop mai bun”. 

### Ostatic
„Îngenuchierea Seimenii ” a fost urmată de o a doua bătălie în afara Ploieștiului, în care aproximativ 5.000 de moldoveni s-au alăturat pentru a distruge forțele împrăștiate ale lui Hrizea.  Diverse cronici repetă și povestea potrivit căreia victoria lui Constantin s-a bazat pe trădare sau manevre incompetente ale agăi Lupu Buliga al lui Hrizea, care a tras cu tunurile „nu în soldați, ci deasupra lor”.  Potrivit lui Rezachevici, Buliga a fost unul dintre loialiștii boieri ai Domnului Constantin, care a acționat la ordinele sale anterioare.  Astfel de rapoarte sugerează că Hrizea a fost un timp departe de luptă pentru a ajunge ca Buliga să fie linșat de seimeni  sau că el însuși a tăiat aga cu o sabie.  Potrivit lui Stoicescu, poveștile sunt în mare măsură discreditate, cu inscripții care arată că Buliga a murit de fapt în bătălia de la Finta din 1653.  Cu toate acestea, alte interpretări ale acelorași scrieri creditează relatarea lui Hrizea, sugerând că Buliga fusese doar rănit grav la Finta și ucis la Șoplea. 
Mulți dintre seimeni au fraternizat cu inamicul, lăsându-l pe pretendent să-și adune trupele rămase și, deși hărțuit continuu de urmăritorii transilvăneni, să-și caute drumul spre Brăila, pe teritoriul otoman. Aceasta i-a permis lui Constantin să părăsească Silistra și să caute să se alăture trupelor transilvănene-moldovenești, ceea ce a făcut la Dridu; pe drumul său, a interceptat și executat mai mulți seimeni, marcând începutul unei mari epurări.  După cum scrie Filipescu: „seimenii și-au lepădat hainele albastre și s-au îmbrăcat în zdrențe dezordonate și au jurat că nu sunt soldați, căci oricine se știa că este unul nu mai avea zile de trăit”.  Cu toate acestea, rezistența a continuat: s-au înregistrat mai multe încălcări în afara Bucureștiului, Brăilei și Craiovei.  Se spune că toate drumurile erau nesigure, seimenii luând conducerea drept „briganți”. 

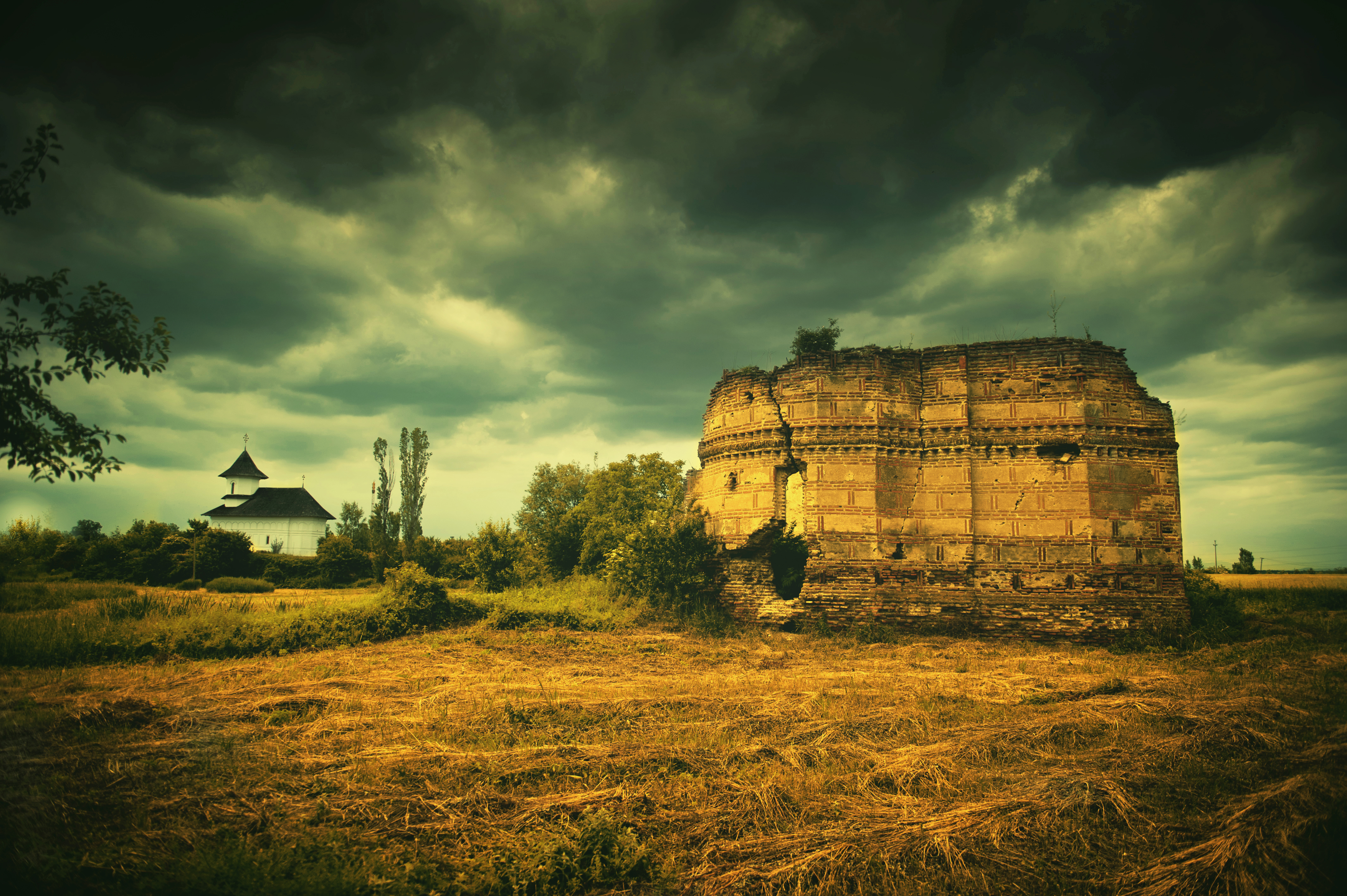
Rămășițele unei biserici din Târgșor, oraș nivelat de armata otomană în 1659